# Saint-Germain-les-Paroisses
Saint-Germain-les-Paroisses là một xã ở tỉnh Ain, vùng Auvergne-Rhône-Alpes thuộc miền đông nước Pháp.